# Castanopsis concinna
Castanopsis concinna là một loài thực vật có hoa trong họ Fagaceae. Loài này được (Champ. ex Benth.) A.DC. mô tả khoa học đầu tiên năm 1863.